# Saint-Martin-Lestra
Saint-Martin-Lestra ist eine französische Gemeinde im Département Loire in der Region Auvergne-Rhône-Alpes. Sie gehört zum Kanton Feurs und zum Arrondissement Montbrison. Sie grenzt im Nordwesten an Essertines-en-Donzy, im Norden an Chambost-Longessaigne, im Nordosten an Saint-Clément-les-Places, im Osten an Haute-Rivoire, im Süden an Virigneux und im Westen an Saint-Barthélemy-Lestra und Jas.

## Weblinks

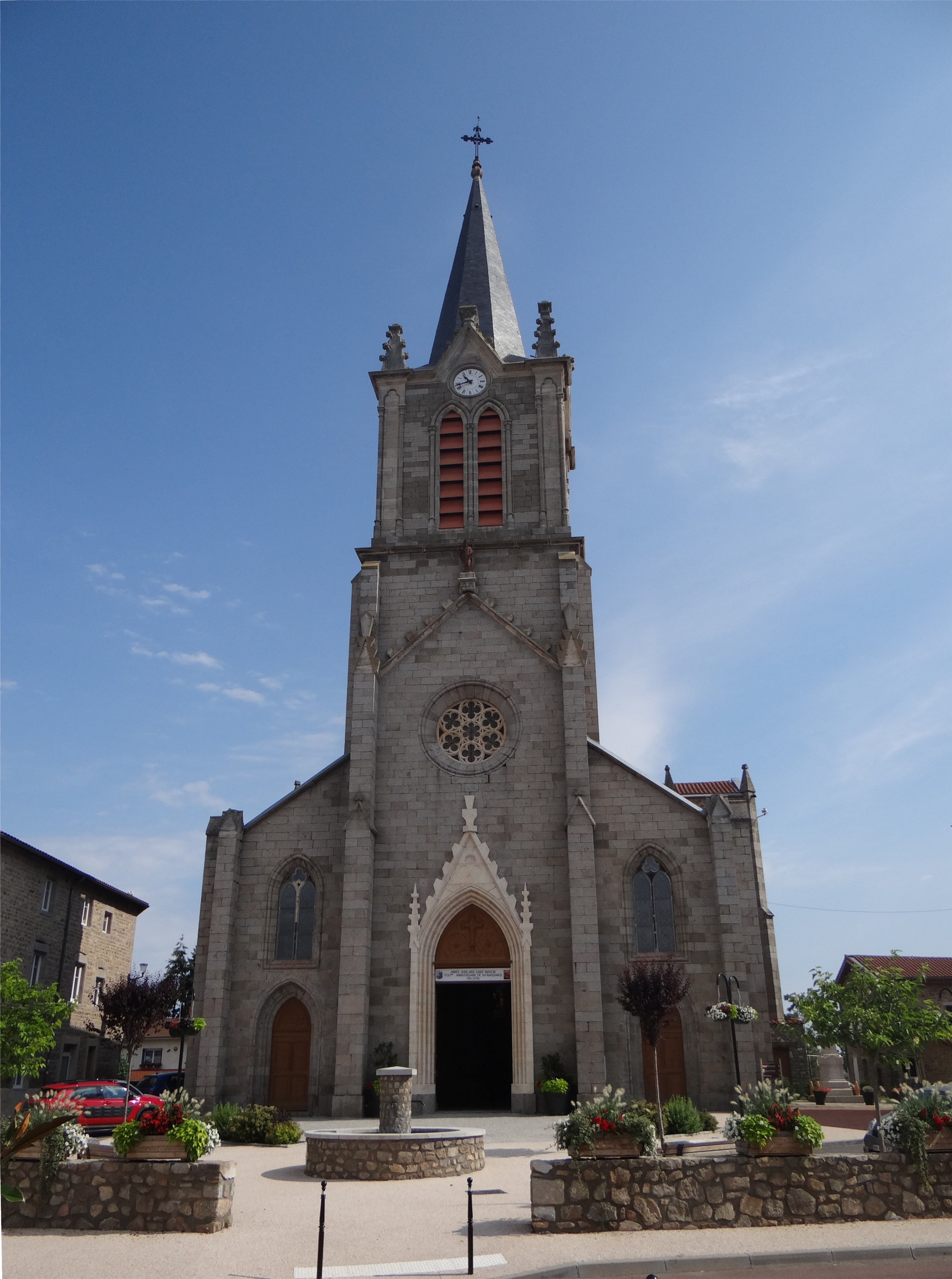
Kirche Saint-Martin

## Bevölkerungsentwicklung
| Jahr                       | 1962 | 1968 | 1975 | 1982 | 1990 | 1999 | 2008 | 2017 |
| -------------------------- | ---- | ---- | ---- | ---- | ---- | ---- | ---- | ---- |
| Einwohner                  | 891  | 851  | 738  | 705  | 604  | 693  | 872  | 895  |
| Quellen: Cassini und INSEE |      |      |      |      |      |      |      |      |

## Sehenswürdigkeiten
- Kirche Saint-Martin